# Квашньов Борис Леонідович
Квашньов Борис Леонідович — радянський і український кінорежисер.

## Біографічні відомості
Народився 7 червня 1948 р. в Саратові (Росія) в родині військовослужбовця. Закінчив Київський державний інститут театрального мистецтва ім. І. Карпенка-Карого (1972). Працював на студії «Укртелефільм», готує програму для телебачення.
Створив стрічки: «Капітанша» (1987), «Провінціалки» (1990), «Семиренки» (1991), «Америкен бой» (1992), «П'ять років і один день» (2012).
Член Національної спілки кінематографістів України.